# フロットーラ
フロットラ（イタリア語：frottola）とは、15世紀から16世紀にかけてイタリアで人気のあった世俗歌曲の一種。マドリガーレの前身のうち、最も重要で、広く普及した楽種である。フロットラ作曲の頂点は1470年から1530年までであり、1530年代にマドリガーレに取って代わられた。

## 概要
「フロットラ」というのは総称である。およそ100年以上にわたって使われ、半世紀にわたって非常に人気を保った音楽形式にふさわしく、いくつかの下位区分（サブカテゴリ）が認められる。最も典型的なのは、最上声部を主旋律として作曲された、3声ないしは4声のための声楽曲のことであり、器楽伴奏も使われたかもしれない。詩節は、韻律の梗概からするとABBA形式のレプリーゼ（反復句）と、「CDCDDA」形式または「CDCDDEEA」形式のスタンザ（連）から構成されているが、フロットラの亜種は数多くの変種が認められる。最も考えられうるのは、フロットラの詩形は14世紀のバッラータ（ballata）が祖形であるということだが、曲付けの仕方は、14世紀の慣習からすると驚くほど単純化されている。
音楽的に言うと、フロットラは対位法の複雑さを避け、ホモフォニックなテクスチュアや、反復のある明瞭なリズム、限られた声域への偏愛が認められる。フロットラは、マドリガーレの前身として重要なだけでなく、最上声部を主旋律とする発想や和音伴奏の利用、後の機能和声を予期するような和声感において、初期バロック音楽のモノディ歌曲の演奏習慣にとっても重要な先駆けとなっている。
演奏習慣についてはほとんど分かっていない。当時の出版譜は、いくつかの声部に、リュート・タブラチュアを付けたり付けなかったりしている。フロットラは、独奏者とリュート伴奏者によって演奏することができたであろう。マルケット・カーラは、リュート奏者や声楽家、フロットラ作曲家として有名だったので、ゴンザーガ家の宮廷において、この方法で演奏したかもしれない。またフロットロラは、歌手と（いくつかの）器楽からなる、その他の組み合わせによっても演奏することもできたであろう。
フロットラの最も有名な作曲家は、トロンボンチーノとカーラである。ジョスカン・デプレの世俗イタリア語作品、《スカラメッラは戦場に行く Scaramella》と《コオロギは良い歌い手 El Grillo》は、フロットラであるとは名状されていないものの、前者は性的な暗喩を含む歌詞ゆえに、後者は擬音語を多用する歌詞と和声的な書法ゆえに、様式的にフロットラである。
フロットラはマドリガーレに対してだけでなく、軽やかで踊るような性格のフランスのポリフォニックなシャンソンに対しても、重大な影響を及ぼした。当時は多くのフランス人作曲家がイタリアに渡り、諸侯の宮廷やローマ教皇庁の礼拝堂で活躍した。彼らはこうしてイタリア滞在中にフロットラに出逢い、聞き覚えたいくつかの要素を、自国の世俗音楽の作曲にとり入れたのである。
フロットラは1580年代に、ゴンザーガ家の宮廷楽長ジョヴァンニ・ジャコモ・ガストルディによって、「バレット」（イタリア語：balletto）として復興された。2声または3声の重唱と器楽伴奏という演奏形態と、歌詞における「ファララララ……」という囃し言葉の反復が特徴的である。イングランドでは、バレットが「マドリガル」の名称で取り入れられ、英語の歌詞に作曲されるようになってからも、「ファララ……」「トラララ……」などの反復句が踏襲された。

## フロットラの作曲家
イタリアにおける主な作曲家は以下のとおり。
- バルトロメオ・トロンボンチーノ
- マルケット・カーラ
- フィリッポ・デ・ルラーノ
- ミケーレ・ペゼンティ
- ミケーレ・ヴィチェンティーノ
- ジョヴァンニ・ブロッコ
- アントニオ・カプリオーリ
- フランチェスコ・ダーナ
- ロドヴィコ・フォリアーノ
- ジャコモ・フォリアーノ
- エラスムス・ラピチーダ

きわめて著名なトロンボンチーノとカーラを除けば、以上の作曲家はたいてい無名である。多くの場合に名前しか伝わっていない。16世紀の著名なヴェネツィアの楽譜出版社オッタヴィアーノ・ペトルッチが、曲集でフロットラ作者に触れたお蔭で、彼らの名が後世に残されたのである。
イングランドにおけるバレット（英語マドリガル）の代表的作曲家は、以下のとおり。
- トマス・モーリー
- ジョン･ベネット
- エドワード・ジョンソン（英語版）
- ジョン・ワード
- ジョン・ファーマー
- トマス・ウィールクス
- ジョン・ウィルビー
- トマス・トムキンズ